# Urothraupis stolzmanni
Az Urothraupis stolzmanni a madarak osztályának verébalakúak (Passeriformes) rendjébe és a tangarafélék (Thraupidae) családjába tartozó Urothraupis nem egyetlen faja.

## Rendszerezés
Besorolása vitatott, egyes rendszerezők a sármányfélék (Emberiza) családjába sorolják. A tangarafélék családján belüli elhelyezkedése sem tisztázott még.

## Előfordulása
Az Andok hegységben Ecuador és Kolumbia területén honos. A természetes élőhelye szubtrópusi és trópusi hegyi erdők és cserjések.